# مجلس الوزراء في المملكة المتحدة

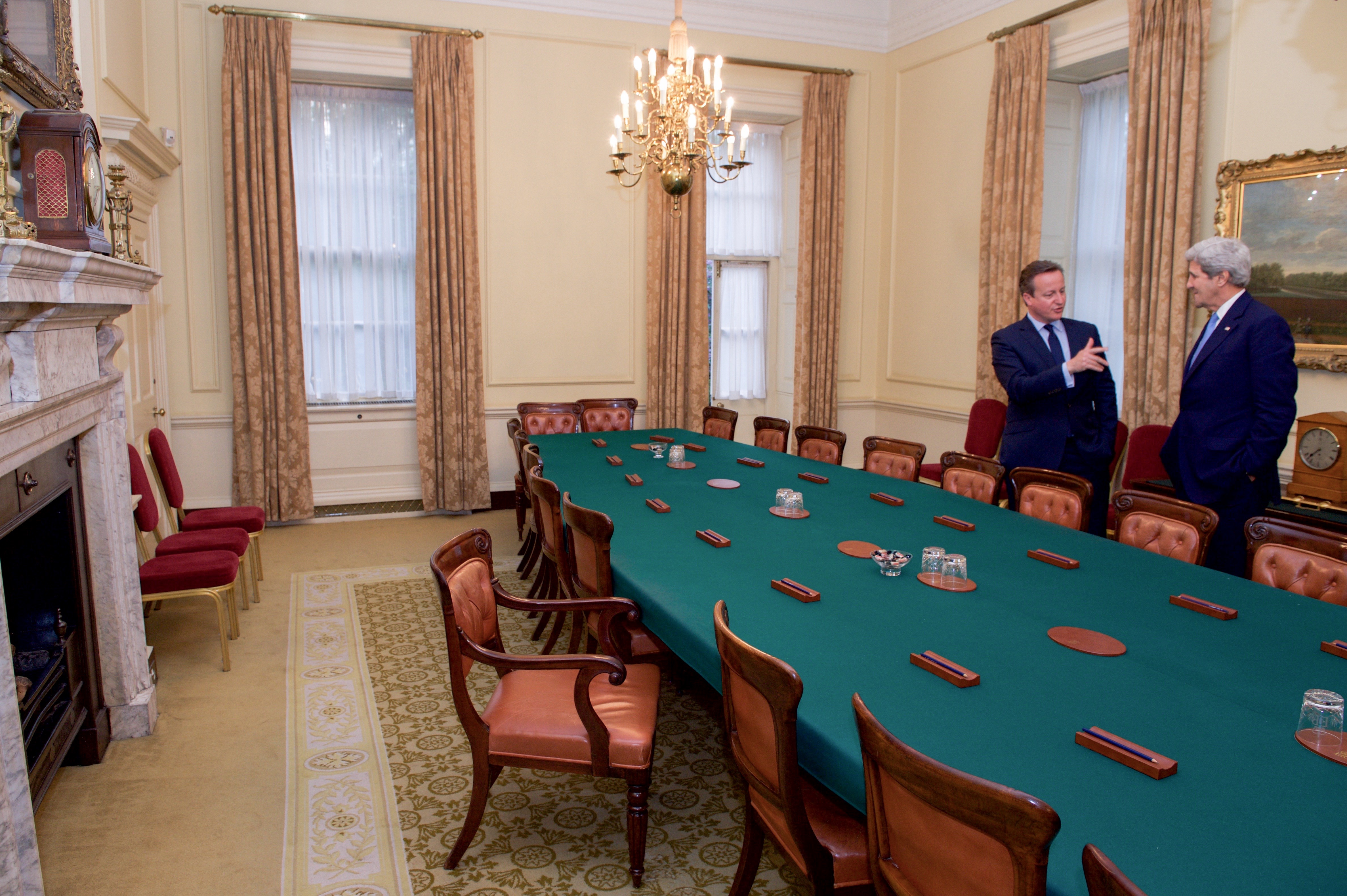
رئيس الوزراء البريطاني ديفيد كاميرون ووزير الخارجية الأمريكي جون كيري في مجلس الوزاء البريطاني

مجلس الوزراء في المملكة المتحدة هو أعلى هيئة لصنع القرار في حكومة جلالة الملك في المملكة المتحدة. وهي لجنة تابعة لمجلس المملكة الخاص ، ويرأسها رئيس الوزراء وتضم في عضويتها وزراء دولة ووزراء كبار آخرون.
ينص القانون الوزاري على أن عمل مجلس الوزراء ( واللجان الوزارية ) هو في الأساس مسائل تتعلق بالقضايا الرئيسية للسياسة ، والمسائل ذات الأهمية الحاسمة للجمهور والأسئلة التي يوجد خلاف حولها دون حل بين الإدارات.